# Tüskéscsigák
A tüskéscsigák (Muricidae) a csigák (Gastropoda) osztályába és a Hypsogastropoda alrendjébe tartozó család.

## Rendszerezése
A családba az alábbi alcsaládok tartoznak:
- Coralliophilinae
- Ergalataxinae
- Haustrinae
- Muricinae
- Muricopsinae
- Ocenebrinae
- Rapaninae
- Tripterotyphinae
- Trophoninae
- Typhinae